# Tionesta
Le borough de Tionesta est le siège du comté de Forest, situé en Pennsylvanie, aux États-Unis. Sa population s’élevait à 483 habitants lors du recensement de 2010, estimée à 431 habitants en 2017.

## Personnalité liée à la ville
Howard Zahniser a grandi à Tionesta.

## Source
- (en) Cet article est partiellement ou en totalité issu de l’article de Wikipédia en anglais intitulé « Tionesta, Pennsylvania » (voir la liste des auteurs).